# Interfacultair Instituut voor Levende Talen

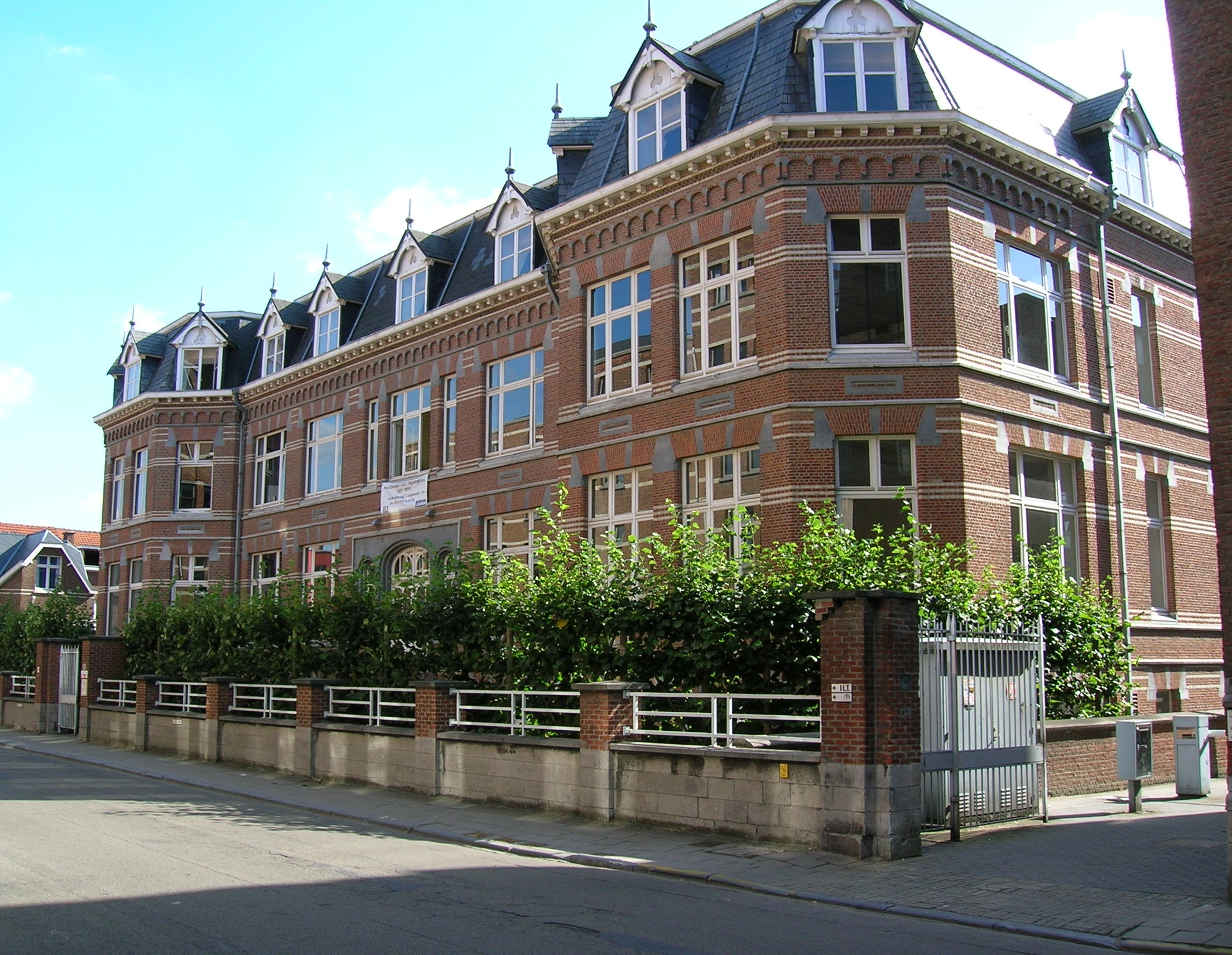
gebouw van het Interfacultair Instituut voor Levende Talen en het Centrum voor Levende Talen

Het Interfacultair Instituut voor Levende Talen (ILT) is een instituut voor gevorderd taalonderwijs in Leuven.

## Ontstaan
Het Interfacultair Instituut voor Levende Talen (ILT) werd in 1965 opgericht aan de KU Leuven door professor Leopold K. Engels, met steun van collega Joos Florquin. De bedoeling was het oprichten van een instituut dat taalonderwijs zou verzorgen van de hele universiteit. In april 1966 verhuisde het instituut naar de kelders van het Van Den Heuvelinstituut, waar het op dat moment hoogtechnologische talenpracticum zich bevond. In 1973 kregen de lesgevers een eigen statuut.
Op dat moment werd het instituut opgesplitst in het Instituut voor Levende Talen (ILT) en het Centrum voor Levende Talen (CLT). Het ILT zou vanaf dan instaan voor de gespecialiseerde leergangen die door de curricula van de universiteit werden voorgeschreven en het onderwijs van Nederlands voor anderstaligen.
Latere directeurs van het ILT waren nog Annie Van Avermaet en Serge Verlinde.